# Fubing
Fubing (chiń. 府兵制; pinyin Fǔbīngzhì) – system służby wojskowej funkcjonujący w cesarskich Chinach od VI do VIII wieku.
Został wprowadzony przez ministra Yuwen Taia za panowania Zachodnich Wei (535–556) w celu uzupełnienia wywodzącej się z Xianbei kawalerii oddziałami chińskimi. Każde sześć bogatszych rodzin miało wystawić jednego wyekwipowanego żołnierza, który był zwolniony od podatków. System ten nie zapewniał dostatecznej siły dla obsady garnizonów na północnej granicy, ale jej osłoną zajmowały się oddziały wywodzące się z ludów koczowniczych. Także Północna dynastia Zhou wprowadziła ten system i m.in. na jego podstawie zbudowała silną armię, dzięki której pokonała państwo Północne Qi. Szczegóły pierwotnego systemu są niejasne, ale opierał się on głównie na piechocie, pozwalał na rekrutowanie większych niż dotąd armii, a rodziny w nim uczestniczące były rejestrowane jako rody wojskowe, a nie cywilne. 
W okresie Sui polegał na zaciągu z rodzin, które były częściowo zwolnione z szarwarku na rzecz państwa, głównie z rodzin o długich tradycjach wojskowych, skupionych w Chinach północnych, zwłaszcza na równinie Guanzhong. Rody te były mocno związane z władzami, a służba wojskowa była dla nich źródłem wysokiego statusu społecznego. Nie miał charakteru masowego zaciągu chłopskiej milicji, lecz selektywnego poboru z wybranej grupy ludności. Po zwycięstwie dynastii, dystrybucja ziemi między drobnych posiadaczy, którzy pozostawali zarejestrowani jako członkowie rodów wojskowych, wiązał ich z dynastią, zapewniał władzy centralnej dużą liczbę potencjalnych rekrutów, nie pozwalając równocześnie ambitnym generałom na stworzenie sobie odrębnych, lojalnych wobec nich, sił. Był także tani dla państwa, ponieważ żołnierze sami zapewniali sobie utrzymanie i ekwipunek. 
Na początku panowania dynastii Tang dokonano reorganizacji armii, tworząc jednostki liczące od 800 do 1200 żołnierzy. Zaciągani byli mężczyźni od 21 do 60 roku życia. Oficerowie byli zawodowi, ale żołnierze służyli na zmianę. Każdy oddział podzielony był, w zależności od dystansu od stolicy, na 5 do 7 "wacht". Kolejne zmiany służyły po kilka miesięcy jako stała armia w pobliżu stolicy (Chang’anu i Taiyuanu, ok. 50 tys. ludzi), a następnie miały kilkanaście miesięcy przerwy (w czasie których żołnierze uprawiali ziemię i byli powoływani na krótkie szkolenia, ale w miejscu zamieszkania). Podobnie rekrutowano oddziały służące na granicach. Co trzy lata urzędnicy wybierali z dostępnych poborowych uzupełnienia, tak by równomiernie rozłożyć obciążenie służbą na rodziny, które było na to stać (choć ze względu na fakt, że niektóre prefektury miały zbyt wiele oddziałów na utrzymaniu, rekrutowano także żołnierzy z uboższych rodzin). Tradycje wojskowe, długotrwałość służby i  regularne ćwiczenia czynił z oddziałów fubing raczej formację półprofesjonalną niż typowo milicyjną. Żołnierze powinni być wyposażeni w zbroję, łuk, włócznię i szablę.
Oddziały fubing były rozmieszczone bardzo nieregularnie, w większości koncentrując się na północy, na obszarach najbardziej lojalnych wobec dynastii. Z 353 oddziałów w 636 roku, 261 wywodziło się z równiny Guanzhong, a następnych 92 z prowincji Shanxi, skąd pochodził cesarski ród Li. Dwie trzecie z 320 prefektur nie posiadało żadnego oddziału fubing. Największą siłę (634 jednostki, łącznie ok. 600 tys. ludzi) armia ta osiągnęła na początku VIII wieku, choć był to już schyłkowy okres systemu. Już w 722 r. oddziały były silne tylko "na papierze" i nie było komu zapewnić cesarzowi eskorty podczas pielgrzymki na Tai Shan.
System ten służył dobrze w przypadku obrony, lub krótkich, decydujących kampanii ofensywnych. W przypadku przedłużających się operacji konieczne było zapewnienie żołnierzom zaopatrzenia, co negowało podstawową zaletę systemu - samowystarczalność i niezależność od budżetu państwa. Przedłużająca się nieobecność rolników źle też wpływała na ekonomię rodzinnych miejscowości. Z tego powodu, gdy w końcu VII i na początku VIII w. Tangowie prowadzili długotrwałe wojny na odległych frontach, wiele rodzin fubing starało się unikać służby. Doprowadziło to do uzupełniania armii innymi rodzajami wojska, a ostatecznie, do jej profesjonalizacji.
W 738 roku, za panowania cesarza Xuanzonga, system fubing został zniesiony, a na jego miejsce utworzono stałą armię zawodową składającą się z pełniących służbę dożywotnio ochotników, wspomaganą oddziałami najemnymi złożonymi z nomadów. W razie potrzebny rekrutowano też z chłopów typowe oddziały milicyjne (tuanlian). System tego typu milicji pozostał w użyciu aż do końca dynastii Qing.